# Ścinawa
Ścinawa é um município da Polônia, na voivodia da Baixa Silésia e no condado de Lubin. Estende-se por uma área de 13,54 km², com 5 697 habitantes, segundo os censos de 2016, com uma densidade de 420,8 hab/km².